# Kulturværftet
Kulturværftet er et kulturhus, der rummer Nordsjællands største scene, et spisehus, udstillingsrum, møde- og konferencefaciliteter, museum og Biblioteket Kulturværftet. De ombyggede værftsbygninger, der blev indviet den 10. oktober 2010, ligger få meter fra havnefronten i Helsingør mellem Kronborg, det nye M/S Museet for Søfart og Helsingørs gamle bymidte. 
Kulturværftet rummer 13.000 m2, der er tilegnet koncerter, teater, performances, events, konferencer, udstillinger, festivaler og et treetagers bibliotek for børn og voksne. Kulturværftet er sammen med Kronborg, M/S Museet for Søfart, Helsingør havn og kulturhuset Toldkammeret en del af Helsingørs projekt Kulturhavn Kronborg.
Kulturværftet lægger hvert år hus til mere end 600 kulturarrangementer, herunder en række koncerter med stjerner fra ind- og udland. Siden 2011 er CLICK festival blevet afholdt hvert år, og i 2013 og 2015 blev verdens største designpris, INDEX: Award, uddelt på Kulturværftet og i den gamle Hal 14.  
Biblioteket Kulturværftet er Helsingør Kommunes største bibliotek, som hver dag besøges af over 1000 mennesker. Biblioteket er vurderet til at være et af Europas bedste og er et kulturhus med flere arrangementer. På biblioteket er der udsigt over Kronborg og Øresund. Udover at udlåne bøger, tilbyder biblioteket også trådløst netværk og spil, musik, MAC-computere og pc’er til fri afbenyttelse. Hertil gratis adgang til store databaser, Filmstriben (film på nettet) og eReolen (e-bøger). På 1.etage er børnebiblioteket findes den 1½ meter høje Bamse Hansen, som sidder foran sit hus midt i biblioteket. Flere ting er skabt for at appellere til børn – fx ”Pansertorsken” og snurretop-stolene. Her er universer, legekroge, værksteder og spillerum for de yngste. 2. etage er dedikeret til skønlitteratur, film, musik og spil. Der er mulighed for at prøve en iPad eller se en film. Her ligger også ”Grotten” med mindre arrangementer. Faglitteratur, aviser og tidsskrifter er placeret på bibliotekets øverste etage. Her er tillige al litteratur og øvrig information om Helsingør, et rum for slægtsforskere, undervisningslokale med pc’er samt studierum. 

## Historie
Kulturværftets historie har tråde tilbage til det forrige århundrede. I 1882 blev Helsingørs Jernskibs- og Maskinbyggeri anlagt og markerede dermed overgangen fra sundtoldens- til industriens æra. Over en periode på 100 år var værftet et omdrejningspunkt i Helsingør, men i 1983 måtte det dreje nøglen om. Efter et redningsforsøg fra de ansatte og et par år, hvor der stadig blev udført reparationer på værftet, var det helt slut. 
I en lang årrække lå værftspladsens fremtid uvis hen, men i 2004 blev det vedtaget, at der skulle opføres et kulturhus og bibliotek. Byggeriet begyndte i 2008, og i 2010 blev Kulturværftet indviet. Flere af de eksisterende bygninger er bevaret og er blandt grundpillerne i Kulturværftet. Bygningen, som er tegnet af AART Architects, har både vundet den britiske Structural Award-pris samt Tyndpladegruppens Arkitekturpris.

## CLICK festival
CLICK Festival er en årligt tilbagevendende festival i Helsingør, der fokuserer på ny mediekunst. Festivalens primære formål er at skabe en åben og inkluderende platform, hvor den nysgerrige har mulighed for at stifte bekendtskab med den banebrydende kunstform gennem innovative workshops, udstillinger, ’new media art performances’, foredrag og koncert-events. 
Festivaltemaet i 2013 var ‘øjet, øret, hånden og hjertet’ fortolket gennem principperne bag D.I.T – Do It Together med brug af open source og kollaborative kunstværker. Blandt hovednavnene på CLICK festival 2013 var Laurie Anderson, Squarepusher, R. Stevie Moore og F.A.T. Lab.ibli 

## Toldkammeret
Siden 1989 har Toldkammeret dannet rammen om forskellige kulturarrangementer. Den historiske bygning huser scene, mødefaciliteter og en café med udendørs servering. Der er ofte koncerter på husets klub-scene og udstillinger i huset, og Børnekulturcentret byder på værksteder, udstillinger, koncerter og teater for børn og familier på hele året rundt. Toldkammeret hører under Kulturværftets sekretariat.

## Børnekulturcentret BKC
Børnekulturcentret er et tilbud til børn og unge i Helsingørområdet. BKC holder til i Toldkammeret og er en del af Kulturværftet. I værkstedet og den brolagte gård arbejder børn og unge året rundt med forskellige udtryksformer. På Kulturværftet står BKC bl.a. for udstillinger for børn. 
BKCs målsætning er at være et sted til fordybelse, eftertanke og udvikling af børn og unges egne udtryksformer. Fælles for alle arrangementerne er, at børnene har en eller flere udøvende billedkunstnere "ved hånden" som igangsættere og undervisere.

## HAN
Skulpturen HAN er skabt af Elmgreen & Dragset og er siden afsløringen i maj 2012 blevet et vartegn for Helsingørs nye kulturområde omkring Kulturværftet, Kronborg Slot og M/S Museet for Søfart. HAN er inspireret af den danske, figurative skulpturtradition fra Thorvaldsen og nordsjællandske Rudolph Tegner til Edvard Eriksens Den Lille Havfrue på Langelinie. 
HAN er fremstillet i blankpoleret stål, hvilket giver skulpturen et moderne udtryk modsat traditionelle materialer som granit og bronze. Den stålblanke overflade bugter sig, så omgivelserne og publikum spejler sig i forvrængede billeder, der forandrer sig alt efter synsvinkel og vejret. Engang imellem blinker HAN med sine øjne. Intervallerne er uregelmæssige og kan ikke forudsiges, så kun de heldige eller tålmodige oplever blinket. 

## Kulturhavn Kronborg
Kulturhavn Kronborg er et område i Helsingør, som primært består af Kronborg Slot, Kulturværftet og M/S Museet for Søfart. Kulturhavn Kronborg blev indviet den 26. maj 2013. 
Projekt Kulturhavn Kronborg er et landskabsprojekt, der først og fremmest har ændret omgivelserne omkring et af Danmarks nationale klenodier, Kronborg Slot, og åbnet området mellem slottet og Helsingør by. Tidligere grænsede Kronborg op til de gamle industriarealer fra tiden med Helsingør Værft. Nu har Projekt Kulturhavn Kronborg genskabt nogle af slottets historiske forsvarsværker som glaciset mod nord, ravelinen i havnebassinet og voldgraven ind mod slottet. Pladsen foran Kulturværftet og de moderniserede kajanlæg binder nu byen og borgen bedre sammen og åbner Helsingør mod vandet. Kulturhavn Kronborg har medført en modernisering af Helsingør Havn, som har fået nye belægninger og kajanlæg.

## Kritik
Kulturværftet er gentagne gange blevet kritiseret for deres økonomi. Tidligst i forbindelse med opførelsen, hvor der var store budgetoverskridelser. Senest i forbindelse med driften, hvor specielt de klassiske koncerter gav stort underskud.